# سرارا فونتانا
سرارا فونتانا (به ایتالیایی: Serrara Fontana) یک کومونه در ایتالیا است که در استان ناپل واقع شده‌است.

## خصوصیات
سرارا فونتانا ۶٫۷ کیلومترمربع مساحت و ۳٬۲۰۵ نفر جمعیت دارد و ۸۰۰ متر بالاتر از سطح دریا واقع شده‌است.

## خواهرخوانده
شهرهای پونتدرا و والدکیرشن خواهرخوانده‌های سرارا فونتانا هستند.